# Moordpartij Wamba 1964
De moordpartij in Wamba 1964 (Kongo) kostte onder andere het leven aan Mgr. Wittebols en zeven Belgische missionarissen, Priesters van het Heilig Hart. Missiedokters Lombard en Swerts werden twee dagen later eveneens gedood. Voor een dertigtal ongelukkigen kwam de hulp van de Belgische para's te laat.

## Simba's komen aan
Op 8 augustus 1964 was Stanleystad zonder noemenswaardige weerstand in de handen van de rebellen gevallen. De meeste missionarissen waren op hun jaarlijkse retraite in Bafwabaka. Toen het nieuws van de val van Stanleystad bekend werd stuurde monseigneur Wittebols iedereen weer naar zijn respectieve missiepost. Op 15 augustus arriveerden de Simba's in Wamba waar zij lelijk huishielden. Zij folterden en vermoordden meer dan 60 mensen tijdens de eerste drie dagen na hun komst. De paters en religieuzen werden in de missie onder schot gehouden. Begin september begon het nieuwe schooljaar redelijk normaal: 1800 jongens en 1200 meisjes meldden zich aan. Even later begonnen de Simba’s rekruten te ronselen onder de leerlingen: wie toetrad kreeg meteen 3000 frank premie en een maandelijkse soldij van 6000 fr. In twee dagen tijd waren er 300 leerlingen minder. De Simba’s kwamen de daaropvolgende weken regelmatig het klooster van onder tot boven doorzoeken. Zij leden zware verliezen aan het front en weten dit aan radiozenders die in de kloosters zouden zijn opgesteld en waarmee de missionarissen contact zouden onderhouden met de Amerikanen. Alle radio’s, transistors, platenspelers en fotoapparaten werden ingevorderd.

## Martelingen
Toen op 24 november Stanleystad door Belgische parachutisten werd bevrijd koelden de Simba’s hun woede op de missionarissen in Wamba. Ze werden geschopt en geslagen en op de binnenplaats samengebracht met nog andere blanken. Een planter wiens zenuwen het begaven en op de vlucht sloeg werd door de Simba’s teruggebracht en voor de ogen van de anderen met lansen doodgestoken. Onder voortdurende slagen werden de missionarissen gedwongen om blootsvoets in indianenpas van de missie naar de gevangenis te lopen. Mgr. Wittebols, die geen bril meer ophad en erg bijziend was, moest vooraan lopen maar zonder bril liep hij in de duisternis overal tegenaan en hij werd onafgebroken hard geslagen. Op de binnenplaats van de gevangenis moesten de missionarissen op hun buik gaan liggen en de Simba’s amuseerden zich door met hun zware soldatenschoenen over het tapijt van lichamen te lopen, nadien door hen te geselen met hun broekriemen. Toen de paters naar binnen moesten, renden ze zo hard ze konden om de aanhoudende slagen te ontwijken. In hun grote haast en gehinderd door de duisternis zag niemand de diepe geul voor de gevangenisdeur. De eerste, pater Vandael, viel erin waarna anderen over hem en in de gracht tuimelden. Het was er een gewriemel van lichamen, een paniek van radeloze mensen. Simba’s smeten bovendien nog brandende stukken hout op de mensenhoop waardoor verscheidene paters brandwonden opliepen. Samengedreven in een cel zouden ze een vreselijke nacht doormaken. Iedereen had wonden en leed pijn. Pater Vandemoere moest heel de tijd braken maar vooral Mgr. Wittebols was er erg aan toe. Hevige rugpijn belette hem te liggen of te zitten. Hij probeerde wel maar moest telkens na een paar minuten rechtstaan en deed dan kreunend een paar passen. Niemand deed een oog dicht. ’s Morgens, bij het eerste licht, werd duidelijk hoe erg gekwetst iedereen was. Alle soutanes kleurden rood van het bloed, vooral die van Mgr. Wittebols.

## Eerste executies
Om vijf uur ’s avonds moest iedereen naar buiten en vormden de Simba’s drie groepen: Belgen, Amerikanen, overigen. De twee Amerikaanse missionarissen werd meegedeeld dat ze meteen zouden worden geëxecuteerd. Voor de ogen van de anderen werden ze op de grond gesmeten en met een nekschot afgemaakt. Hun lichamen werden op een kleine vrachtwagen gegooid die naar de rivier reed om ze er te dumpen.
Dan was het de beurt aan de Belgen. Mgr. Wittebols was de grote zondebok. Hij zou elke morgen een zwart kind als ontbijt gegeten hebben en met een radiozender de Amerikanen naar Wamba hebben gelokt. De Simba’s ontnamen hem zijn bisschoppelijk borstkruis, hingen het rond de hals van pater Beutener en benoemden hem tot nieuwe bisschop van Wamba. Mgr. Wittebols werd verder vernederd. Hij moest zijn macht tonen door ‘in het Vlaams’ de Amerikanen te hulp te roepen en hem te komen bevrijden. Uiteindelijk kwam de Simba-kapitein tussenbeide. Hij liet de paters terug naar hun missie gaan met de waarschuwing dat zij geen politiek mochten bedrijven, een uitdrukking voor het uitbrengen van kritiek op het regime. Om negentien uur mochten ze de gevangenis verlaten. Mgr. Wittebols moest door twee paters ondersteund worden omdat hij niet kon marcheren. Zo bereikte iedereen weer de missiepost.

## Massamoord
Om één uur ’s nachts werden de paters weer door de Simba’s van hun bed gelicht. De Belgen moesten terug naar de gevangenis: Mgr. Wittebols en zeven confraters. De Simba’s riepen ’s morgens langs de straten van Wamba de mensen op om de executie van de blanken te komen bijwonen. Iedereen moest een lans of een mes meebrengen. Wanneer de massa verzameld was werden 24 veroordeelden uit de gevangenis gehaald. Zij waren slechts gekleed in een korte broek en moesten gaan zitten op het grasperkje aan de gevangenismuur. Eén voor één werden zij gedood door een salvo in de rug of in het hoofd. De Simba-kolonel had voor zichzelf de eer opgeëist om als eerste Mgr. Wittebols te doden. De bevolking werd aangespoord om de lijken met messen en lansen te verminken. Een trouwe knecht van Mgr. Wittebols werd verplicht om een been af te hakken van zijn bisschop. Wat van de lichamen overbleef werd op een camionette geladen en in de Wamba gegooid, de kleine rivier die langs de missie loopt. In het droge seizoen stond het water heel laag zodat de lijken bleven liggen.

## Bij de slachtoffers...

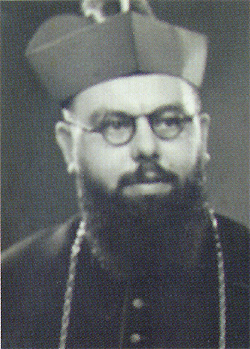
Monseigneur Joseph Wittebols (B, geb. 1912)
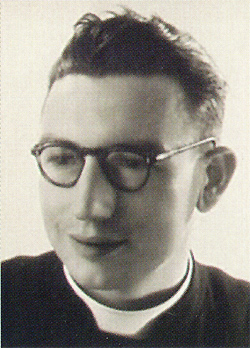
Pater Karel Bellinckx (B, geb. 1913)
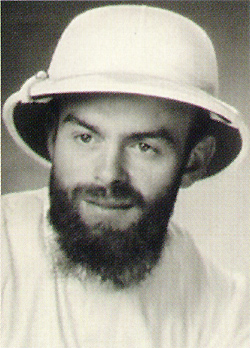
Pater Christiaan Vandael (B, geb. 1929)
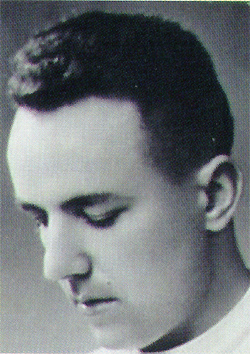
Pater Jeroom Vandemoere (B, geb. 1932)
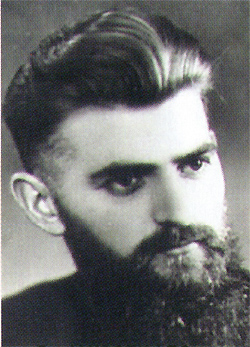
Pater Leo Janssen (B, geb. 1926)
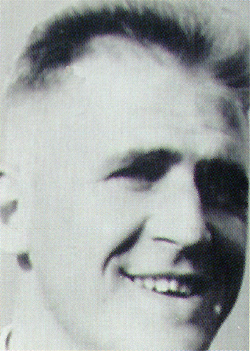
Pater Clemens Burnotte (B, geb. 1930)
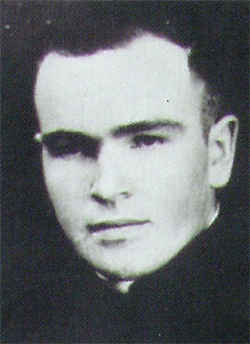
Pater Jaak Moreau (B, geb. 1934)
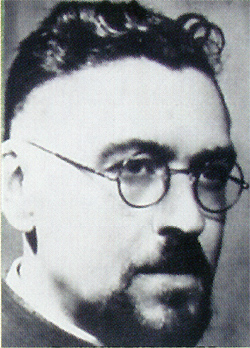
Broeder André Laureys (B, geb. 1913)

## Memoriaal-Kongolo Gentinnes (België)
Het Chapelle-Mémorial Kongolo te Gentinnes, België, is een herdenkingsplaats geworden voor alle slachtoffers vanaf de onafhankelijkheid van Congo (juni 1960) en de ‘troubles’ die daarna volgden tussen 1962 en 1964. Het gaat om een kapel met aan de buitenmuur de namen van de omgekomen missionarissen.
Het eerste idee was om een herdenkingsplaats te maken voor de 19 missionarissen die omgekomen waren in 1962. Echter later wordt besloten om er een herdenkingsplaats van te maken voor alle omgekomen missionarissen in Congo, ongeacht de nationaliteit of religie. In totaal staan er 217 namen op de buitenmuur van het kapel. 
Op 7 mei 1967 werd de herdenkingsplaats ingehuldigd door Koning Boudewijn.